# Ikayaki

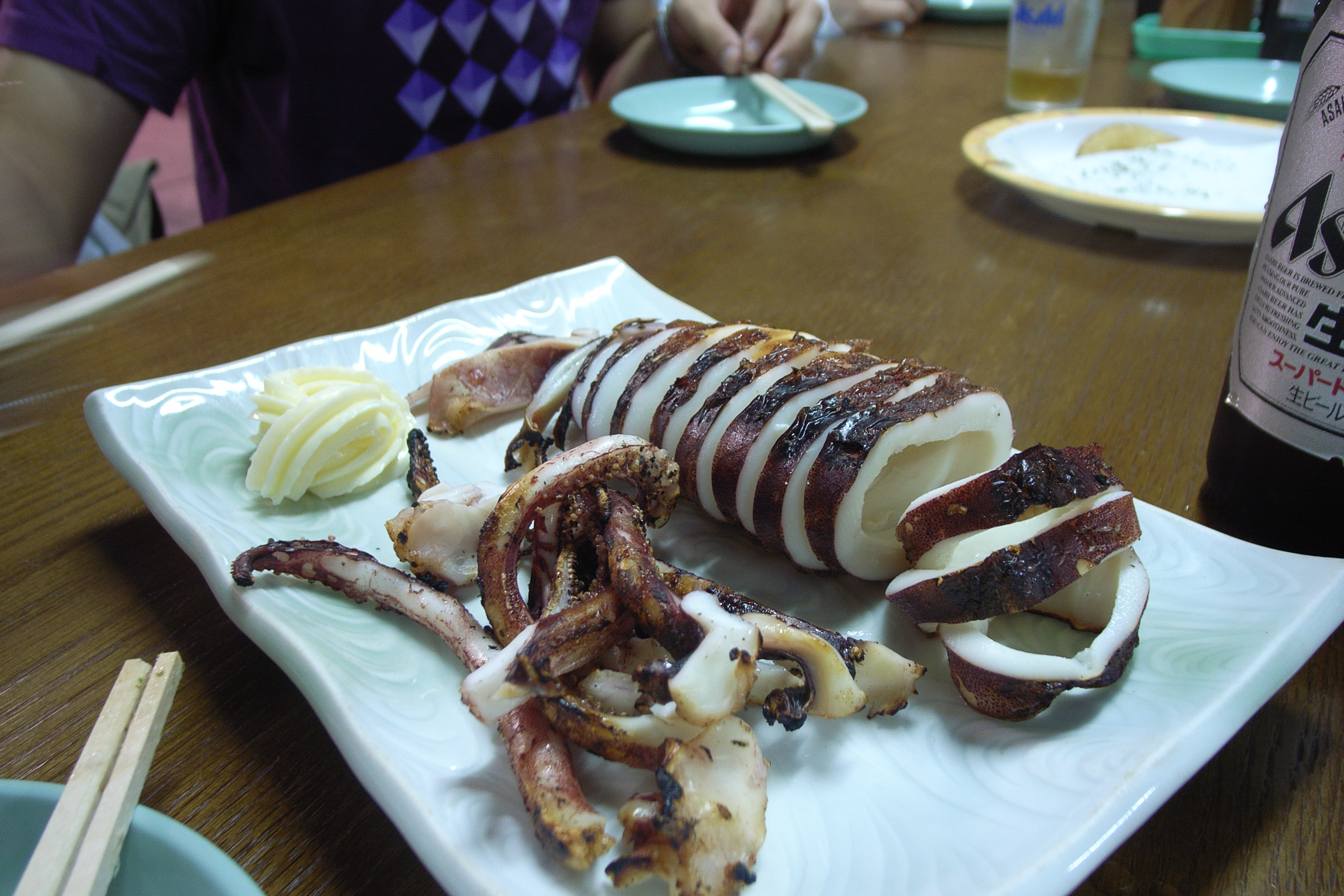
Ikayaki a la parrilla.

El ikayaki (イカ焼き?  lit. ‘calamar al horno’) es una comida rápida popular en Japón. Puede aludir a un plato hecho simplemente a la parrilla y cubierto con salsa de soja, o a un tipo de panqueque elaborado en Osaka.
El ikayaki tipo panqueque se prepara como una crepe doblada hecha con calamar troceado, masa dura, salsa Worcestershire y a veces huevo, y se cuece y prensa entre dos plancha de hierro. La popularidad del ikayaki se debe en parte a la rapidez con la que se prepara, necesitando solo un minuto. Es frecuente encontrarlo a la venta en la calle o en la playa.